# Вьель-Мезон
Вьель-Мезо́н (фр. Viels-Maisons) — коммуна во Франции, находится в регионе Пикардия. Департамент коммуны — Эна. Входит в состав кантона Эссом-сюр-Марн. Округ коммуны — Шато-Тьерри.
Код INSEE коммуны — 02798.

## Население
Население коммуны на 2010 год составляло 1052 человека.
| 1962 | 1968 | 1975 | 1982 | 1990 | 1999 | 2010 |
| ---- | ---- | ---- | ---- | ---- | ---- | ---- |
| 669  | 680  | 668  | 744  | 869  | 962  | 1052 |

## Экономика
В 2010 году среди 667 человек трудоспособного возраста (15—64 лет) 515 были экономически активными, 152 — неактивными (показатель активности — 77,2 %, в 1999 году было 72,5 %). Из 515 активных жителей работали 467 человек (263 мужчины и 204 женщины), безработных было 48 (23 мужчины и 25 женщин). Среди 152 неактивных 42 человека были учениками или студентами, 49 — пенсионерами, 61 были неактивными по другим причинам.